# El Ciruelito
El Ciruelito är en ort i Mexiko.   Den ligger i kommunen Villa de Tututepec de Melchor Ocampo och delstaten Oaxaca, i den sydöstra delen av landet, 400 km söder om huvudstaden Mexico City. El Ciruelito ligger 110 meter över havet och antalet invånare är 138.
Terrängen runt El Ciruelito är kuperad. Runt El Ciruelito är det ganska glesbefolkat, med 34 invånare per kvadratkilometer. Närmaste större samhälle är Santa Rosa de Lima, 12,9 km söder om El Ciruelito. I omgivningarna runt El Ciruelito växer i huvudsak lövfällande lövskog.